# 3202 Graff
3202 Graff је астероид са средњом удаљеношћу од Сунца која износи 3,926 астрономских јединица (АЈ).
Апсолутна магнитуда астероида је 10,7.